# Bembidion galapagoense
Bembidion galapagoense is een keversoort uit de familie van de loopkevers (Carabidae). De wetenschappelijke naam van de soort werd in 1845 als Notaphus galapagoensis gepubliceerd door George Robert Waterhouse.
Deze soort werd door Charles Darwin verzameld op "James Island", tegenwoordig San Salvador, een van de Galapagoseilanden.